# Potok (gmina Kostel)
Potok – wieś w Słowenii, w gminie Kostel. W 2018 roku liczyła 59 mieszkańców.